# Яново-Шептуховська волость
Яново-Шептуховська волость — історична адміністративно-територіальна одиниця Донецького округу Області Війська Донського з центром у слободі Ніколаєвка (Шептуховка).
Станом на 1873 рік складалася зі слободи та 2 селищ. Населення — 2700 осіб (1373 чоловічої статі та 1367 — жіночої), 380 дворових господарств і 18 окремих будинків.
Найбільші поселення волості:
- Ніколаєвка (Шептуховка) — слобода над річкою Калитва за 120 верст від окружної станиці та 10 верст від Шептуховка Воронізько-Ростовської залізниці, 1744 особи, 239 дворових господарств та 11 окремих будинків, у господарствах налічувалось 83 плуги, 243 коней, 332 пари волів, 2011 овець;
- Івановка — селище над річкою Калитва заза 120 верст від окружної станиці та 10 верст від Шептуховка Воронізько-Ростовської залізниці, 351 особа, 43 дворових господарств та 1 окремий будинок, у господарствах налічувалось 27 плугів, 91 кінь, 109 пар волів, 645 овець;
- Кутейнікове-Комишне — селище над річкою Калитва за 120 верст від окружної станиці та 20 верст від Шептуховка Воронізько-Ростовської залізниці, 645 осіб, 98 дворових господарств та 6 окремих будинків, у господарствах налічувалось 25 плугів, 114 коней, 100 пар волів, 1065 овець.

Старшинами волості були:
- 1904-1907 року — селянин Олександр Матвійович Кривопустов[2],[3].
- 1912 року — І. Т. Головков[4].